# Emilia-Romagnas Grand Prix 2025
Emilia-Romagnas Grand Prix 2025 (officielt navn: Formula 1 AWS Gran Premio del Made in Italy e dell'Emilia-Romagna 2025) var et Formel 1-løb, som blev kørt den 18. maj 2025 på Autodromo Enzo e Dino Ferrari i Imola, Italien. Det var det syvende løb i Formel 1-sæsonen 2025.

## Kvalifikation
| Pos.               | Nr. | Kører                 | Konstruktør                  | Del 1     | Del 2     | Del 3    | Grid |
| ------------------ | --- | --------------------- | ---------------------------- | --------- | --------- | -------- | ---- |
| 1                  | 81  | Oscar Piastri         | McLaren-Mercedes             | 1.15,500  | 1.15,214  | 1.14,670 | 1    |
| 2                  | 1   | Max Verstappen        | Red Bull Racing-Honda RBPT   | 1.15,175  | 1.15,394  | 1.14,704 | 2    |
| 3                  | 63  | George Russell        | Mercedes                     | 1.15,852  | 1.15,334  | 1.14,807 | 3    |
| 4                  | 4   | Lando Norris          | McLaren-Mercedes             | 1.15,894  | 1.15,261  | 1.14,962 | 4    |
| 5                  | 14  | Fernando Alonso       | Aston Martin Aramco-Mercedes | 1.15,695  | 1.15,442  | 1.15,431 | 5    |
| 6                  | 55  | Carlos Sainz Jr.      | Williams-Mercedes            | 1.15,987  | 1.15,198  | 1.15,432 | 6    |
| 7                  | 23  | Alexander Albon       | Williams-Mercedes            | 1.16,123  | 1.15,521  | 1.15,473 | 7    |
| 8                  | 18  | Lance Stroll          | Aston Martin Aramco-Mercedes | 1.15,817  | 1.15,497  | 1.15,581 | 8    |
| 9                  | 6   | Isack Hadjar          | Racing Bulls-Honda RBPT      | 1.16,253  | 1.15,510  | 1.15,746 | 9    |
| 10                 | 10  | Pierre Gasly          | Alpine-Renault               | 1.15,937  | 1.15,505  | 1.15,787 | 10   |
| 11                 | 16  | Charles Leclerc       | Ferrari                      | 1.16,108  | 1.15,604  | N/A      | 11   |
| 12                 | 44  | Lewis Hamilton        | Ferrari                      | 1.16,163  | 1.15,765  | N/A      | 12   |
| 13                 | 12  | Andrea Kimi Antonelli | Mercedes                     | 1.15,943  | 1.15,772  | N/A      | 13   |
| 14                 | 5   | Gabriel Bortoleto     | Kick Sauber-Ferrari          | 1.16,340  | 1.16,260  | N/A      | 14   |
| 15                 | 43  | Franco Colapinto      | Alpine-Renault               | 1.16,256  | Ingen tid | N/A      | 161  |
| 16                 | 30  | Liam Lawson           | Racing Bulls-Honda RBPT      | 1.16,379  | N/A       | N/A      | 15   |
| 17                 | 27  | Nico Hülkenberg       | Kick Sauber-Ferrari          | 1.16,518  | N/A       | N/A      | 17   |
| 18                 | 31  | Esteban Ocon          | Haas-Ferrari                 | 1.16,613  | N/A       | N/A      | 18   |
| 19                 | 87  | Oliver Bearman        | Haas-Ferrari                 | 1.16,918  | N/A       | N/A      | 19   |
| 107%-tid: 1.20,437 |     |                       |                              |           |           |          |      |
| -                  | 22  | Yuki Tsunoda          | Red Bull Racing-Honda RBPT   | Ingen tid | N/A       | N/A      | PL2  |
| Kilde:             |     |                       |                              |           |           |          |      |

Noter:
↑1 - Franco Colapinto blev givet en 1 plads straf for at køre ud af pit før at kvalifikationen var genoptaget.
↑2 - Yuki Tsunoda lykkedes ikke at sætte en tid i kvalifikationen, men fik lov til at køre af stewardsene. Han måtte starte fra pit lane efter at have lavet ændringer på sin bil under parc fermé.

## Resultat
| Pos.                                                            | Nr. | Kører                 | Konstruktør                  | Omgange | Tid/Udgået  | Startpos. | Point |
| --------------------------------------------------------------- | --- | --------------------- | ---------------------------- | ------- | ----------- | --------- | ----- |
| 1                                                               | 1   | Max Verstappen        | Red Bull Racing-Honda RBPT   | 63      | 1:31.33,199 | 2         | 25    |
| 2                                                               | 4   | Lando Norris          | McLaren-Mercedes             | 63      | +6,109      | 4         | 18    |
| 3                                                               | 81  | Oscar Piastri         | McLaren-Mercedes             | 63      | +12,956     | 1         | 15    |
| 4                                                               | 44  | Lewis Hamilton        | Ferrari                      | 63      | +14,356     | 12        | 12    |
| 5                                                               | 23  | Alexander Albon       | Williams-Mercedes            | 63      | +17,945     | 7         | 10    |
| 6                                                               | 16  | Charles Leclerc       | Ferrari                      | 63      | +20,774     | 11        | 8     |
| 7                                                               | 63  | George Russell        | Mercedes                     | 63      | +22,034     | 3         | 6     |
| 8                                                               | 55  | Carlos Sainz Jr.      | Williams-Mercedes            | 63      | +22,898     | 6         | 4     |
| 9                                                               | 6   | Isack Hadjar          | Racing Bulls-Honda RBPT      | 63      | +23,586     | 9         | 2     |
| 10                                                              | 22  | Yuki Tsunoda          | Red Bull Racing-Honda RBPT   | 63      | +26,446     | PL        | 1     |
| 11                                                              | 14  | Fernando Alonso       | Aston Martin Aramco-Mercedes | 63      | +27,250     | 5         |       |
| 12                                                              | 27  | Nico Hülkenberg       | Kick Sauber-Ferrari          | 63      | +30,296     | 17        |       |
| 13                                                              | 10  | Pierre Gasly          | Alpine-Renault               | 63      | +31,424     | 10        |       |
| 14                                                              | 30  | Liam Lawson           | Racing Bulls-Honda RBPT      | 63      | +32,511     | 15        |       |
| 15                                                              | 18  | Lance Stroll          | Aston Martin Aramco-Mercedes | 63      | +32,993     | 8         |       |
| 16                                                              | 43  | Franco Colapinto      | Alpine-Renault               | 63      | +33,411     | 16        |       |
| 17                                                              | 87  | Oliver Bearman        | Haas-Ferrari                 | 63      | +33,808     | 19        |       |
| 18                                                              | 5   | Gabriel Bortoleto     | Kick Sauber-Ferrari          | 63      | +38,572     | 14        |       |
| Ret                                                             | 12  | Andrea Kimi Antonelli | Mercedes                     | 44      | Gashåndtag  | 13        |       |
| Ret                                                             | 31  | Esteban Ocon          | Haas-Ferrari                 | 27      | Motor       | 18        |       |
| Hurtigste omgang: Lando Norris (McLaren) - 1.31,778 (omgang 41) |     |                       |                              |         |             |           |       |
| Kilde:                                                          |     |                       |                              |         |             |           |       |

## Stilling i mesterskaberne efter løbet
| Pos. | Kører           | Point |
| ---- | --------------- | ----- |
| 1    | Oscar Piastri   | 146   |
| 2    | Lando Norris    | 133   |
| 3    | Max Verstappen  | 124   |
| 4    | George Russell  | 99    |
| 5    | Charles Leclerc | 61    |

| Pos. | Konstruktør         | Point |
| ---- | ------------------- | ----- |
| 1    | McLaren-Mercedes    | 279   |
| 2    | Mercedes            | 147   |
| 3    | Red Bull-Honda RBPT | 131   |
| 4    | Ferrari             | 114   |
| 5    | Williams-Mercedes   | 51    |